# 福德路 (高雄市)
福德路（Fude Rd.）為高雄市的南北向主要道路，本道路共分成三個部分，僅經苓雅一區。起端於國道一號高雄交流道建國路出口匝道附近的正大路口，末端至武昌路。也是往來捷運五塊厝站的重要道路。

## 行經行政區域
- 苓雅區

## 分段
福德路共分成三個部分：
- 福德一路：東起於高雄交流道建國路出口匝道附近的正大路口，西於近憲政路口轉彎處接福德二路。
- 福德二路：東於近憲政路口轉彎處接福德一路，南至中正一路口接福德三路。
- 福德三路：北於中正一路口接福德二路，南止於武昌路。

## 沿線設施
（由北至南）
- 福德二路
  - 全國電子建國門市
  - 高雄市政府警察局苓雅分局福德二路派出所
  - 武廟市場
  - 屈臣氏武廟店
  - 捷運五塊厝車站

- 福德三路
  - 陳中和墓園
  - 高雄市苓雅區福東國小
  - 林靖公園
  - 三信家商
  - 高雄市苓雅區福康國小 （页面存档备份，存于）

### 鄰近商圈
- 武廟商圈

## 公車資訊
- 漢程客運
  - 0南 金獅湖站－金獅湖站
  - 0北 金獅湖站－金獅湖站
- 港都客運
  - 81 瑞豐站－育英醫專

## 公共自行車
- 高雄市公共自行車租賃系統：
  - 福德公有停車場：建國一路/福德二路口(西南角)
  - 捷運五塊厝站(4號出口)：中正一路/福德三路口(東南角)
  - 福德河北路口(東南側)：福德三路208號(對側公園)
  - 林靖公園：福德三路96號(對側人行道)

## 相關連結
- 高雄市主要道路列表